# Масакр у Деир Јасину
Масакр у Деир Јасину догодио се 9. априла 1948. године, када су ционистичке паравојне формације напале село Деир Јасин у близини Јерусалима, тада део Британског мандата над Палестином, убивши најмање 107 палестинских арапских сељана, укључујући жене и децу. Напад су извели првенствено Иргун и Лехи, које су подржавали Хагана и Палмах. Масакр је извршен упркос томе што је село пристало на пакт о ненападању. Догодила се током грађанског рата 1947–1948 и била је централна компонента Накбе и палестинског протеривања и бекства 1948. године.
Ујутро 9. априла, снаге Иргуна и Лехија ушле су у село из различитих праваца. Ционистички милитанти масакрирали су палестинске арапске сељане, укључујући жене и децу, користећи ватрено оружје и ручне бомбе, док су празнили село од куће до куће. Неискусне милиције наишле су на отпор наоружаних сељана и претрпеле су неке жртве. Хагана је директно подржала операцију, обезбеђујући муницију и покривајући ватру, а два одреда Палмах су ушла у село као појачање. Један број мештана је заробљен и парадирао кроз западни Јерусалим пре него што су погубљени. Поред убијања и распрострањене пљачке, можда је било случајева сакаћења и силовања. Деценијама се веровало да су 254 палестинска Арапа убијена, иако садашња студија процењује да је број погинулих око 110. До краја операције сви сељани су били протерани и Хагана је преузела контролу над селом. Године 1949. село су населили Израелци, постајући део Гиват Шаула.
Вест о убиствима је била широко објављена, изазивајући терор међу Палестинцима широм земље, уплашивши многе да напусте своје домове у ишчекивању даљег насиља над цивилима од стране напредујућих јеврејских снага. Масакр је увелико убрзао палестинско протеривање и бекство 1948. године и ојачао решеност арапских влада да интервенишу, што су и учиниле пет недеља касније, започевши арапско-израелски рат 1948. Хагана је негирала своју улогу у нападу и јавно је осудила масакр, окривљујући за то Иргун и Лехи, а Јеврејска агенција за Палестину (која је контролисала Хагану) послала је јорданском краљу Абдулаху I писмо извињења, које је Абдулах одбио, сматрајући их одговорним. Четири дана након масакра у Деир Јасину, 13. априла, напад одмазде на медицински конвој Хадаса у Јерусалиму завршио се масакром у којем је убијено 78 Јевреја, од којих је већина било медицинско особље. Материјал у израелским војним архивима који документује масакр у Деир Јасину и даље је поверљив.‍:209